# Diamantrush

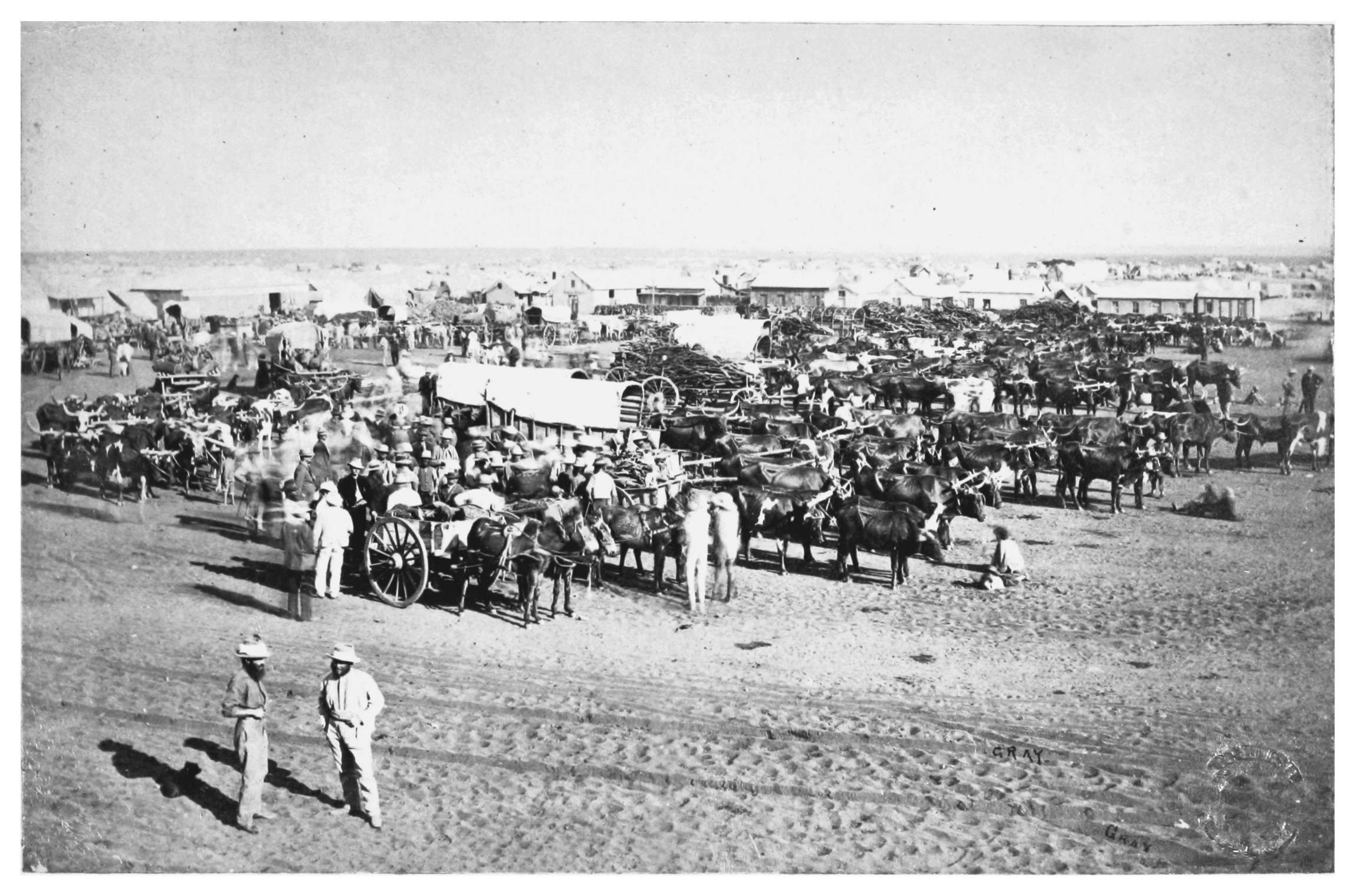
Marknad vid gruvan i Kimberley, 1873.

Diamantrush är en tidsperiod då många personer får diamantfeber och samtidigt beger sig till ett område för att leta efter diamanter. De största  diamantrusherna skedde under slutet av 1800-talet och i början av 1900-talet i Sydafrika och  Sydvästafrika. Det typiska för en dimantrush, liksom för en guldrush, är myten om rikedom och att det finns något för alla.

## Kända diamantrusher
- Fyndet av en stor, 83,5 carat tung, diamant på gården Vooruitzikt på sluttningen av kullen Colesberg Kopje i Sydafrika år 1871 ledde till att gruvan Big Hole grundades. Området kallades först New Rush men det ändrades senare till Kimberley.[1] Omkring 50 000 man grävde med hackor och spadar från mitten av juli 1871 till 1914 och fann nästan 3 ton diamanter. Diamantrushen går under namnet  "New Rush".
- Järnvägsarbetaren Zacharias Lewalas hittade en diamant i sanden i närheten av stationen Grasplatz i Tyska Sydvästafrika 14 april 1908. Han visade den för sin överordnade, järnvägsinpektören August Stauch, som mutade in ett område i Kolmanskop[2] 10 kilometer från staden Lüderitz och det blev början på en diamantrush. Tusentals arbetare från när och fjärran kröp på knän och armbågar över sanden och samlade ihop diamanter. Flera av de samhällen som byggdes upp under den tiden är idag övergivna spökstäder.[3]
- Under början av 1990-talet hittade Charles E. Fipke tecken på diamanter i närheten av sjön Lac de Gras i Northwest Territories i Kanada. Han hade letat i området sedan 1978 på jakt efter ädelmetaller och upptäckt att sammansättningen av vissa mineral kunde visa vägen till diamanthaltiga kimberlitfyndigheter.[4] Mer än 260 inmutningar har gjorts och flera gruvor har anlagts under det som har kallats "Kanadas diamantrush".[5]